# Catarino Tafoya
Catarino Tafoya Meza (La Piedad de Cabadas; 12 de enero de 1940-Ciudad Madero; 3 de noviembre de 2012) fue un futbolista mexicano que jugaba de delantero.

## Trayectoria
Recibió su primer contrato profesional en 1957 en Segunda División con Reboceros de La Piedad. En 1959 pasó al Refinería Madero, con quien siempre jugó por el ascenso durante los siguientes años.
Por ello, aceptó la oferta del Atlas de Guadalajara, para en la temporada 1962-63 jugar en la Primera División. Se mudó al Oro, rival de la ciudad y un año después, regresó al club ahora conocido como Ciudad Madero antes de retirarse a los 28 años.

## Selección nacional
Debutó con México el 24 de marzo de 1963, en la sorpresiva derrota ante Antillas Neerlandesas en el Campeonato de Naciones de la Concacaf de 1963.

### Participaciones en Campeonatos Concacaf
| Copa                                          | Sede        | Resultado      | Part. | Goles |
| --------------------------------------------- | ----------- | -------------- | ----- | ----- |
| Campeonato de Naciones de la Concacaf de 1963 | El Salvador | Séptimo puesto | 2     | 0     |

## Clubes
| Club                   | País   | Año       |
| ---------------------- | ------ | --------- |
| Reboceros de La Piedad | México | 1957-1959 |
| Refinería Madero       | México | 1959-1962 |
| Atlas                  | México | 1962-1963 |
| Oro                    | México | 1963-1964 |
| Ciudad Madero          | México | 1964-1968 |

## Palmarés

### Títulos nacionales
| Título           | Equipo        | País   | Año     |
| ---------------- | ------------- | ------ | ------- |
| Segunda División | Ciudad Madero | México | 1964-65 |